# Vorchdorf
Vorchdorf è un comune austriaco di 7 401 abitanti nel distretto di Gmunden, in Alta Austria; ha lo status di comune mercato (Marktgemeinde).